# Pacifická deska

Pacifická deska je vyznačena na mapce žlutě

Pacifická deska (nazývaná také Tichomořská) je oceánská tektonická deska, která se rozkládá pod větší části Tichého oceánu.
Na severu je deska v subdukci se Severoamerickou deskou, na severovýchodě se nachází na jejím okraji Juan de Fuca deska a Kokosová deska. Východním směrem je deska Nazca, kde se nachází konkordantní rozhraní. Podobně i na jihu je konkordantní rozhraní mezi Antarktickou deskou. Západním směrem deska subdukuje s Australskou deskou a Filipínskou deskou.
Pacifická deska je protavována horkou skvrnou, která se projevuje posunujícím pásem souostroví. V dnešní době takto vznikají Havajské ostrovy.
Na střetu Pacifické desky a Antarktické desky vzniká středooceánský hřbet zvaný Pacifik-Antarktický hřbet [zdroj?].